# Banaybanay
Banaybanay è una municipalità di terza classe delle Filippine, situata nella Provincia di Davao Oriental, nella Regione del Davao.
Banaybanay è formata da 14 baranggay:
- Cabangcalan
- Caganganan
- Calubihan
- Causwagan
- Mahayag
- Maputi
- Mogbongcogon
- Panikian
- Pintatagan
- Piso Proper
- Poblacion
- Punta Linao
- Rang-ay
- San Vicente